# Gærum
Gærum er en lille by i Vendsyssel med 620 indbyggere  (2024), beliggende i Gærum Sogn.  Byen ligger i Frederikshavn Kommune. Gærum er beliggende 7 km kilometer sydvest for Frederikshavn, 12 km nordvest for Sæby og 30 km øst for Hjørring. Byen har kun 8 km til motorvej E45.  
Gærum er omgivet af et bakket landskab. Ved Gærum findes naturområder som Gærum Bakker, Gærum Plantage, Katsig Mose og Vendsyssels næsthøjeste punkt Kig-Ud på 122 meter. Byen har 5 natur- og kulturstier på alt fra 2 km til 10 km, der giver rig mulighed for at udforske naturen i området.
Byen er kendetegnet ved rigt foreningsliv med mulighed for både fodbold, svømning, gymnastik, spejder og bueskydning. Gærum Skole er byens kulturcenter, hvor der er skole fra 0-6 klasse, SFO og børnehave, samt vuggestue. Midt i byen ligger naturlegepladsen, Tumlepladsen.
Byen har et lille velfungerende handels- og erhvervsliv med dagli brugs, autoforhandler, smykkeforretning, entreprenører, dyrelæge og mindre håndværksforretninger. I Gærum ligger den børsnoterede fibervirksomhed Roblon A/S.
Hvert år afholder KFUM-spejderne i Gærum loppemarked. Loppemarkedet er landsdelens største.
I 2013 fejrede Gærum 125 års jubilæum.